# Fukagawa
Fukagawa (japanska: 深川市?, Fukagawa-shi) är en stad i Hokkaidō prefektur i Japan. Staden fick stadsrättigheter 1963.